# Spotorno
Spotorno är en ort och kommun som ligger i provinsen Savona i regionen Ligurien i Italien, nära den franska gränsen. Kommunen hade 3 677 invånare (2018). och gränsar till kommunerna Bergeggi, Noli, Vado Ligure och Vezzi Portio. Spotorno ligger bara 9 kilometer från Savona. 
Orten har flera stadsdelar som till exempel Prelo, som ligger lite högre upp på ett berg och Torbora som ligger nere vid stranden.
Spotorno är precis som andra orter i området en ganska populär badort. 